# فرنسيس تشيسلي
فرنسيس تشيسلي (بالإنجليزية: Francis Chesley)‏ هو لاعب كرة قدم أمريكية أمريكي، ولد في 1955.